# Adermooslinge
Die Adermooslinge (Arrhenia) sind eine Pilzgattung aus der Familie der Schnecklingsverwandten, deren Arten mit Moosen und/oder Algen vergesellschaftet sind. Die nabelingsartigen, spatelförmigen oder häutigen Fruchtkörper haben entweder ein lamelliges, aderiges oder glattes Hymenophor und gräuliche Pigmente.
Die Typusart ist der Düstere Adermoosling (Arrhenia auriscalpium).:S. 312

## Merkmale

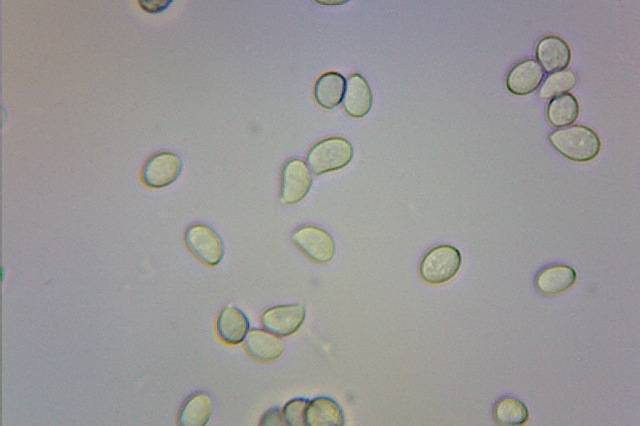
Die durchsichtigen, elliptischen bis tropfenförmigen Sporen des Blaugrünen Adermooslings im Lichtmikroskop

### Makroskopische Merkmale
Der Hut ist 1–50 mm breit und spatelig, becher-, nieren-, fächer- oder muschelartig geformt. Auch gestielte Fruchtkörper mit einer trichterförmigen oder gewölbten bis flach ausgebreiteten Kappe mit mehr oder minder niedergedrückter Mitte kommen vor. Die Hutoberfläche ist glatt bis feinschuppig beschaffen, durchscheinend gerieft oder nicht, grau-braun bis nahezu schwarz und selten mit blauen Farbtönen. Die Lamellen fehlen, sind aderig ausgeprägt oder normal entwickelt. Sie laufen am Stiel herab, stehen überwiegend entfernt zueinander, gabeln sich manchmal oder sind queraderig miteinander verbunden. Sie haben eine graue bis grau-braune Farbe. Das Sporenpulver ist weiß. Der Stiel fehlt entweder oder ist seitlich, dezentral oder mittig am Hut angewachsen. Er misst 2–70 × 0,5–6 mm, hat eine zylindrische bis zusammengedrückte Form und eine glatte oder flaumige Stielrinde. Die Farbe stimmt mit dem Hut überein oder ist blasser. Das dünne Fleisch (Trama) schmeckt unspezifisch, riecht aber deutlich nach Pelargonien.

### Mikroskopische Merkmale
Die Sporen sind annähernd kugelig, elliptisch, eiförmig, mandelförmig, zylindrisch oder tropfenförmig. Sie sind durchsichtig (hyalin), glatt, dünnwandig, zeigen unter der Zugabe von Iodreagenzien keine Farbreaktion (inamyloid) und lassen sich nicht mit Baumwollblau anfärben (acyanophil). Die Sporenständer (Basidien) sind 2- oder 4-sporig. Die Zystiden an den Lamellenschneiden (Cheilozystiden) fehlen meist, ansonsten haben sie eine einfache zylindrische oder keulige bis schlank flaschenartige Form. Außerdem sind die Elemente durchsichtig und dünnwandig. Auf den Lamellenflächen kommen dagegen nie Zystiden (Pleurozystiden) vor. Auch die Stielrinde weist keine Zystiden (Kaulozystiden) auf, dafür sind häufig zylindrische bis keulige, kurze bis lange Haare vorhanden. Die Hutdeckschicht (Pileipellis) ist eine Cutis oder ein schwach entwickeltes Trichoderm. Das Pigment ist meist inkrustierend. Schnallen sind entweder vorhanden oder fehlen.

## Ökologie und Phänologie
Adermooslinge leben saprobiontisch oder parasitisch an Moosen. Sie wachsen häufig auf nacktem Boden mit Pioniervegetation im Gebirge, auf Heideland, in Hochmooren und offenem Grasland. Selten besiedeln sie auch Holz in Wäldern, nie jedoch die Laub- und Nadelstreu.
Die Fruchtkörper erscheinen bei günstiger Witterung das ganze Jahr über, entweder einzeln oder in Gruppen.

## Arten

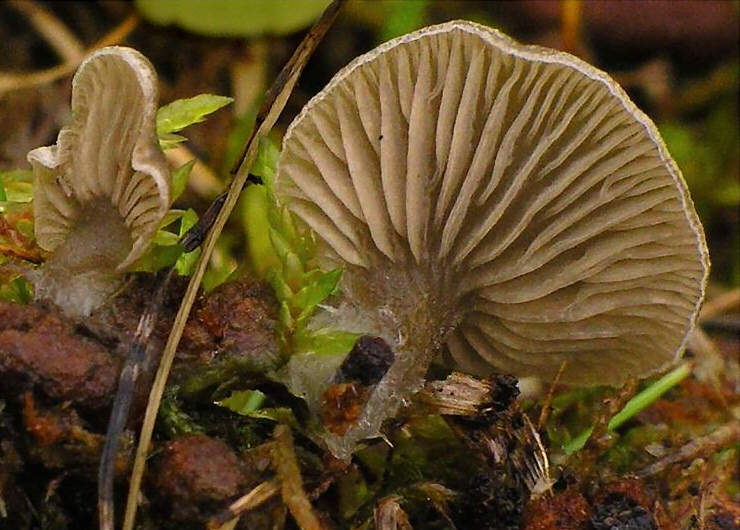
Grauer Adermoosling Arrhenia acerosa
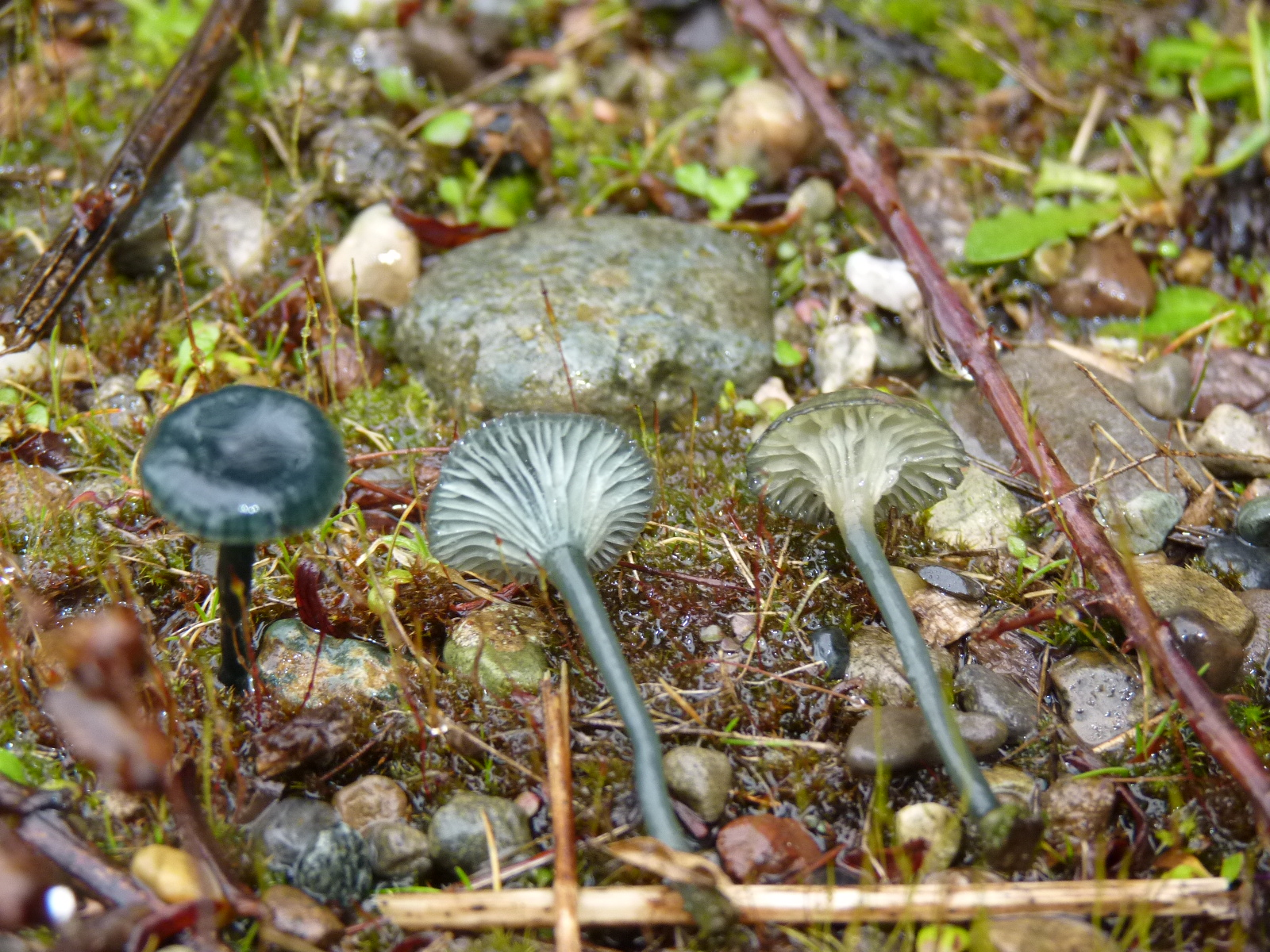
Blaugrüner Adermoosling Arrhenia chlorocyanea
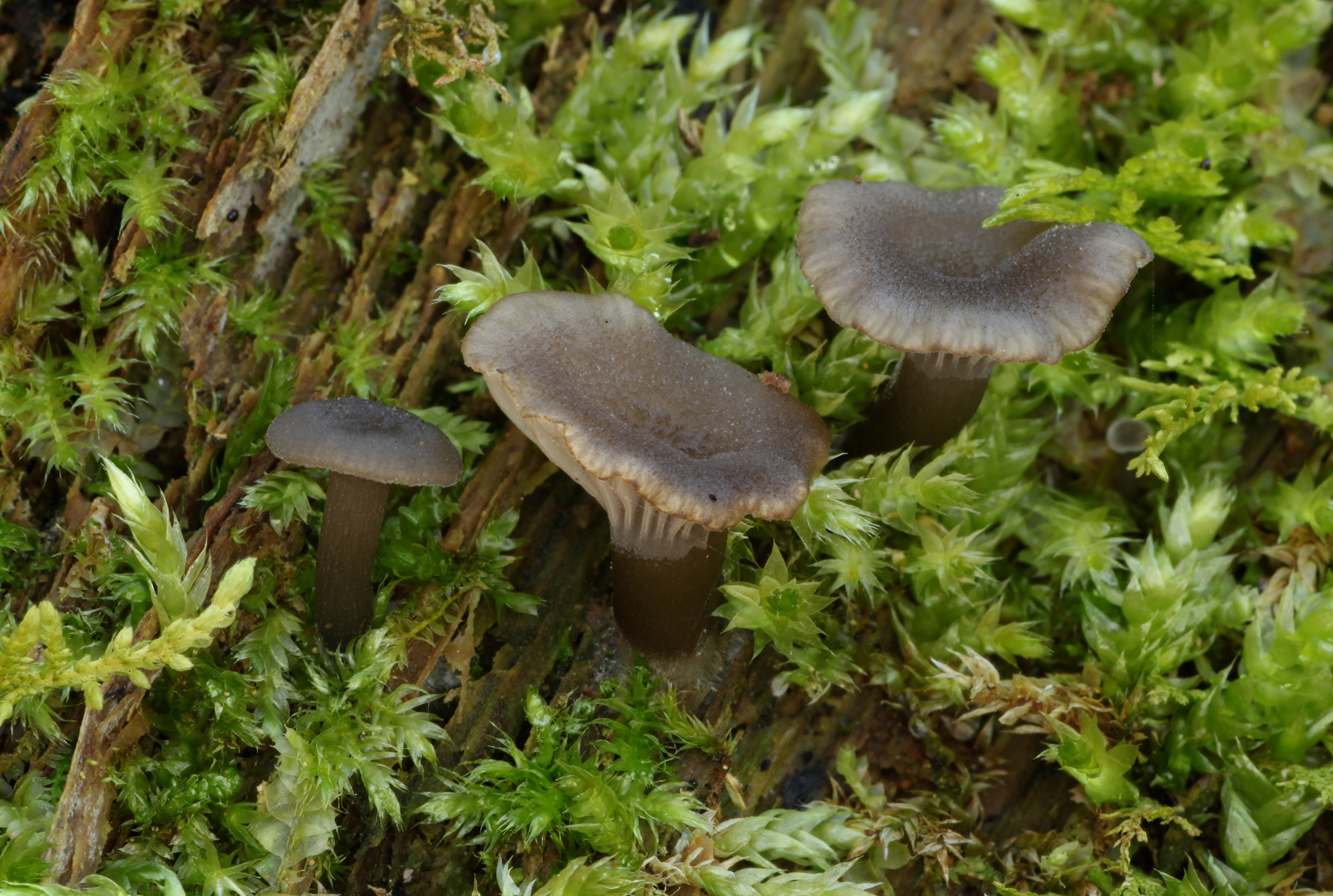
Holz-Adermoosling Arrhenia epichysium
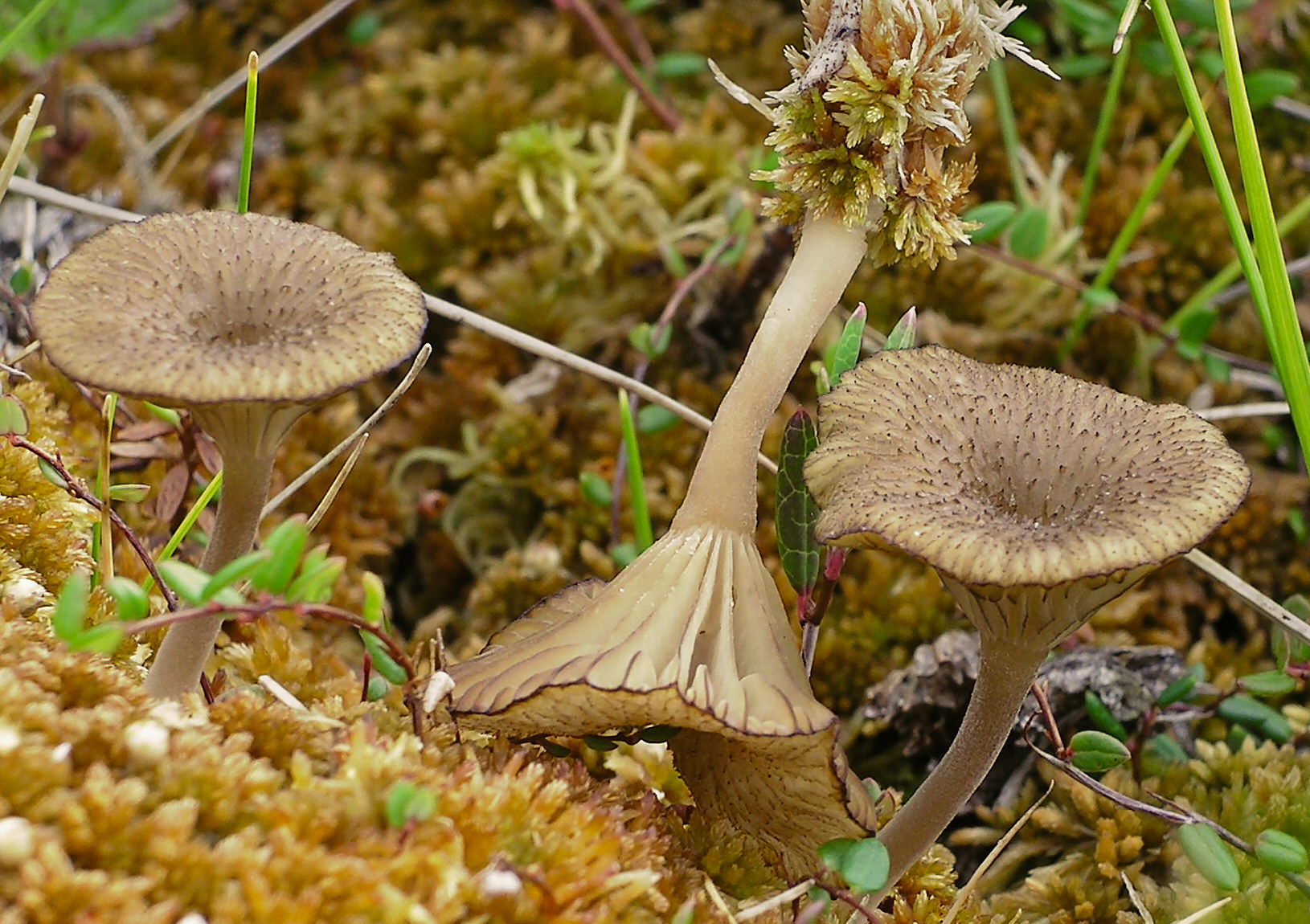
Filzstieliger Sumpf-Adermoosling Arrhenia fusconigra
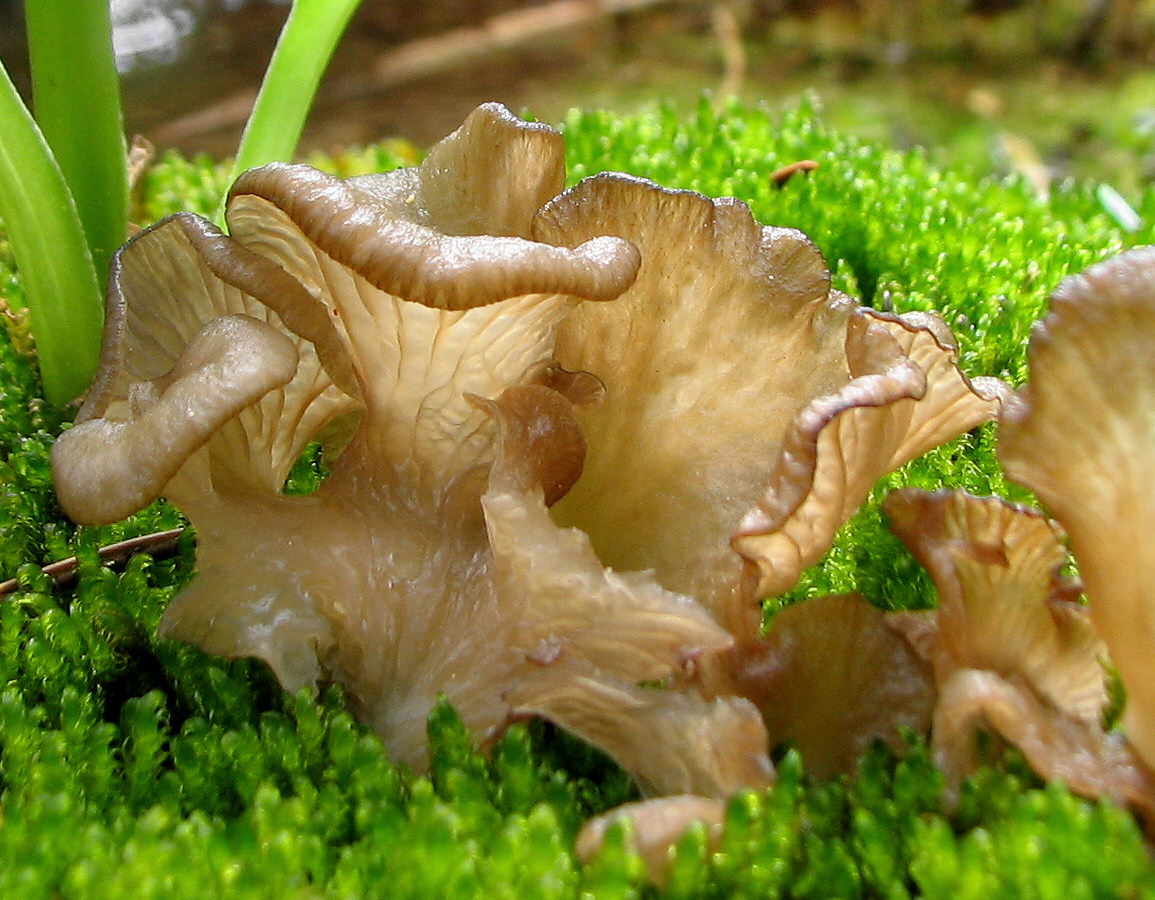
Gelappter Adermoosling Arrhenia lobata
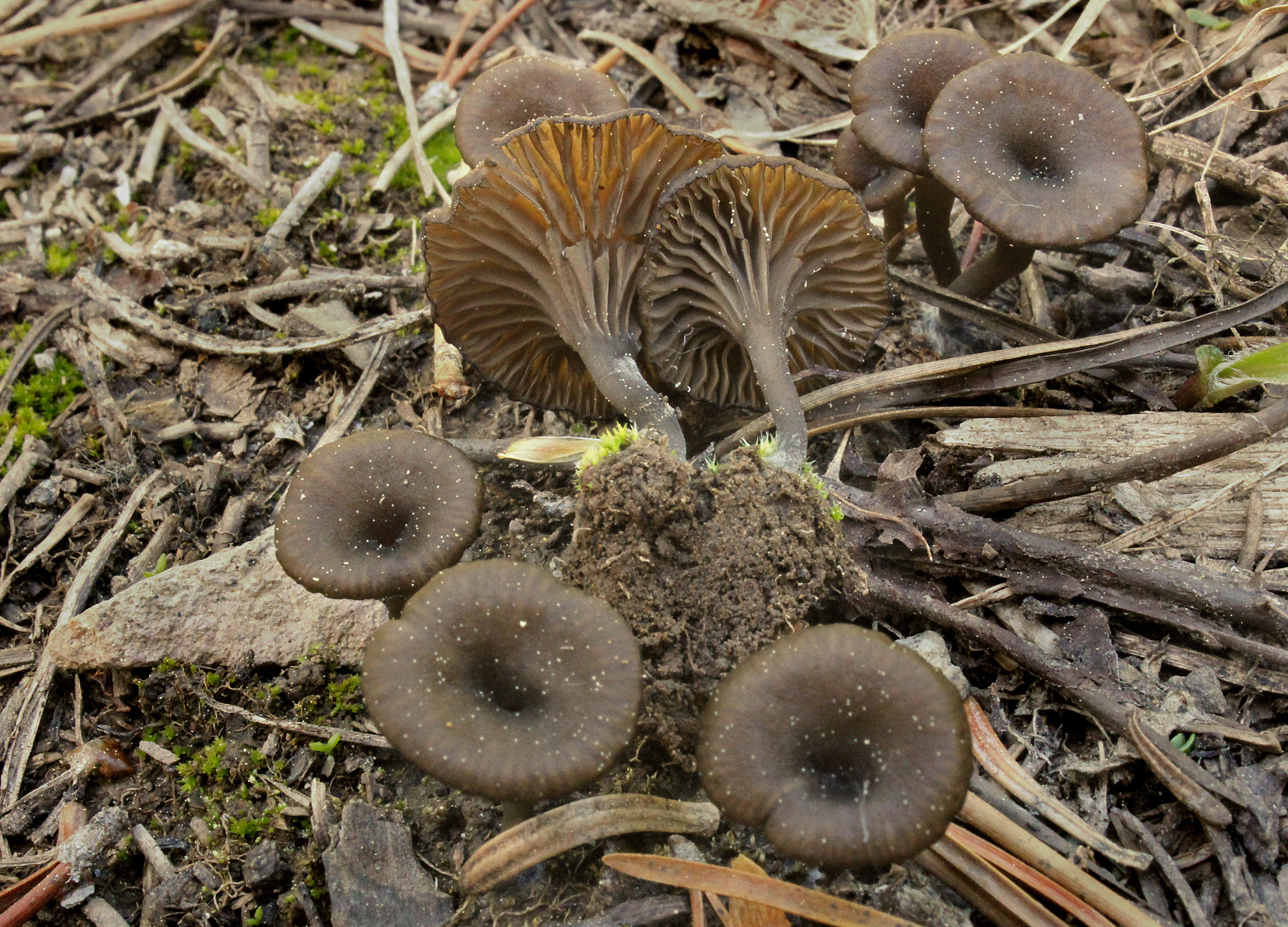
Sepiabrauner Adermoosling Arrhenia obscurata
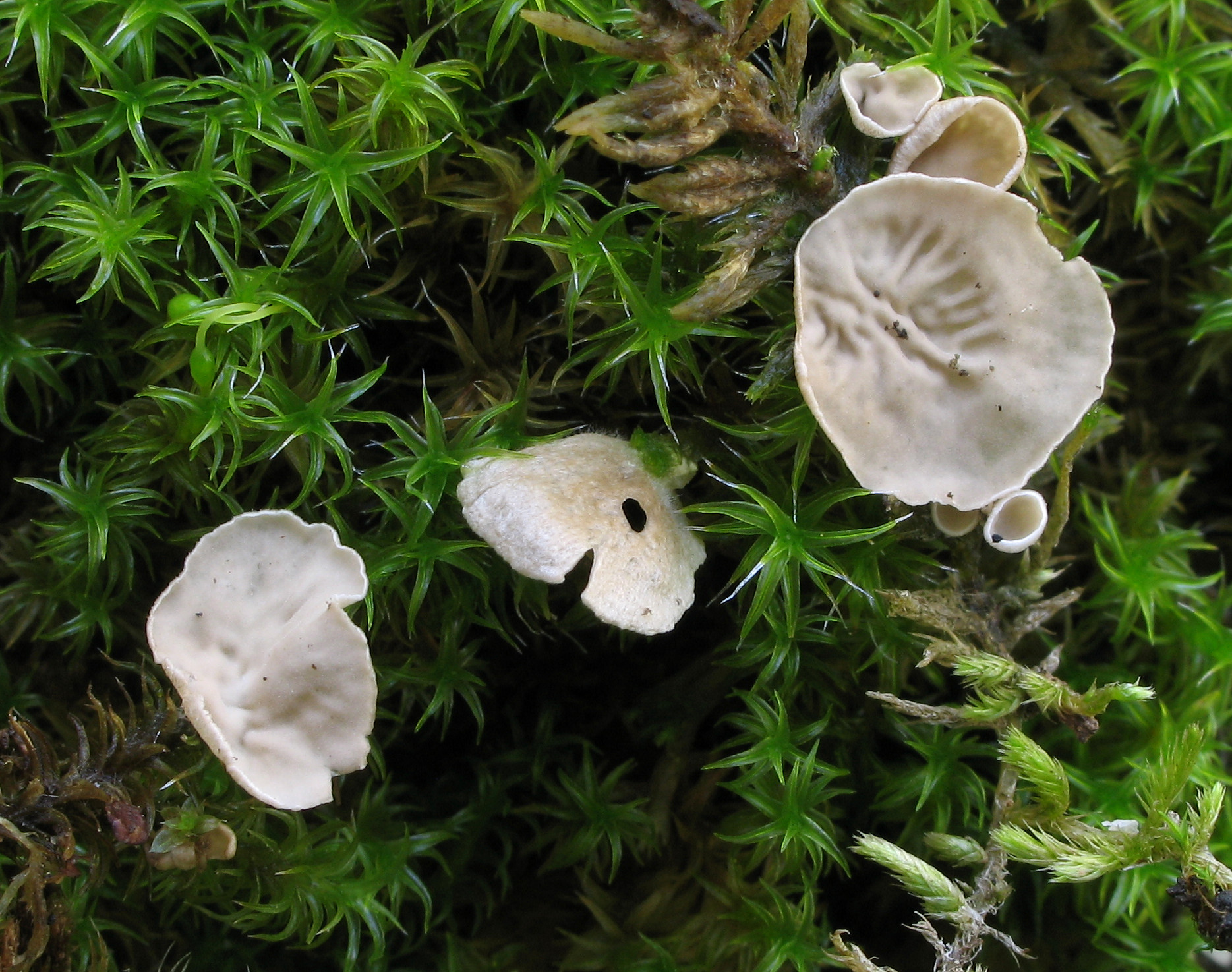
Blasser Adermoosling Arrhenia retiruga

Die Gattung umfasst weltweit rund 60 Arten. In Europa kommen 35 Taxa vor bzw. sind dort zu erwarten.
| Adermooslinge (Arrhenia) in Europa |                                         |                                                                            |
| \| Deutscher Name \| Wissenschaftlicher Name \| Autorenzitat \| \| -------------------------------- \| --------------------------------------- \| -------------------------------------------------------------------------- \| \| Grauer Adermoosling \| Arrhenia acerosa \| (Fries 1821 : Fries 1821) Kühner 1980 \| \| \| Arrhenia acerosa var. tenella \| (Kühner 1954) Aronsen 1992 \| \| Düsterer Adermoosling \| Arrhenia auriscalpium \| (Fries 1828 : Fries 1828) Fries 1849 \| \| Kleinsporiger Adermoosling \| Arrhenia baeospora \| (Singer 1977) Redhead, Lutzoni, Moncalvo & Vilgalys 2002 \| \| Blaugrüner Adermoosling \| Arrhenia chlorocyanea \| (Patouillard 1885) Redhead, Lutzoni, Moncalvo & Vilgalys 2002 \| \| \| Arrhenia eburnea \| Barrasa & V.J. Rico \| \| Holz-Adermoosling \| Arrhenia epichysium \| (Persoon 1794 : Fries 1821) Redhead, Lutzoni, Moncalvo & Vilgalys 2002 \| \| Schuppiger Torfmoos-Adermoosling \| Arrhenia gerardiana \| (Peck 1873) Elborne 2008 \| \| Filziger Adermoosling \| Arrhenia griseopallida \| (Desmazières 1826 : Fries 1832) Watling 1989 ('1988') \| \| Gelappter Adermoosling \| Arrhenia lobata \| (Persoon 1801 : Fries 1821) Kühner & Lamoure 1972 ex Redhead 1984 \| \| \| Arrhenia lundellii \| (Pilát 1954) Redhead, Lutzoni, Moncalvo & Vilgalys 2002 \| \| Blassgelber Adermoosling \| Arrhenia luteopallida \| (Kuyper & Hausknecht 1997) Barrasa & V.J. Rico 2003 \| \| Graziler Adermoosling \| Arrhenia obatra \| (J. Favre 1955) Redhead, Lutzoni, Moncalvo & Vilgalys 2002 \| \| Sepiabrauner Adermoosling \| Arrhenia obscurata \| (D.A. Reid 1958) Redhead, Lutzoni, Moncalvo & Vilgalys 2002 \| \| Rußiger Sumpf-Adermoosling \| Arrhenia oniscus beschrieben als onisca \| (Fries 1818 : Fries 1821) Redhead, Lutzoni, Moncalvo & Vilgalys 2002 \| \| \| Arrhenia parvivelutina \| (Clémençon & Irlet 1982) Redhead, Lutzoni, Moncalvo & Vilgalys 2002 \| \| \| Arrhenia pauxilla \| (Clémençon 1982) Redhead, Lutzoni, Moncalvo & Vilgalys 2002 \| \| Schildflechten-Adermoosling \| Arrhenia peltigerina \| (Peck 1878) Redhead, Lutzoni, Moncalvo & Vilgalys 2002 \| \| Heller Sumpf-Adermoosling \| Arrhenia philonotis \| (Lasch 1828) Redhead, Lutzoni, Moncalvo & Vilgalys 2002 \| \| Mehrköpfiger Adermoosling \| Arrhenia polycephala \| (Bresadola 1884) Gminder in Krieglsteiner 2001 \| \| Blasser Adermoosling \| Arrhenia retiruga \| (Bulliard 1791 : Fries 1821) Redhead 1984 \| \| Rickens Adermoosling \| Arrhenia rickenii \| (Singer 1951 ex Hora 1960) Watling 1989 ('1988') \| \| \| Arrhenia rigidipes \| (Lamoure 1982) Redhead, Lutzoni, Moncalvo & Vilgalys 2002 \| \| Rosa Adermoosling \| Arrhenia roseola \| (Quélet 1880) Senn-Irlet 1986 \| \| Feld-Adermoosling \| Arrhenia rustica \| (Fries 1838) Redhead, Lutzoni, Moncalvo & Vilgalys 2002 \| \| Salzmarschen-Adermoosling \| Arrhenia salina \| (Høiland 1982) Bon & Courtecuisse 1987 \| \| Gezonter Adermoosling \| Arrhenia spathulata \| (Fries 1828 : Fries 1828) Redhead 1984 \| \| \| Arrhenia sphaerospora \| (Lamoure 1975) Redhead, Lutzoni, Moncalvo & Vilgalys 2002 \| \| \| Arrhenia stercoraria \| (Barrasa et al. 1998) Redhead, Lutzoni, Moncalvo & Vilgalys 2002 \| \| \| Arrhenia subglobispora \| (G. Moreno, Heykoop & E. Horak) Redhead, Lutzoni, Moncalvo & Vilgalys 2002 \| \| Steifstieliger Adermoosling \| Arrhenia subrigidipes \| A. Delannoy & Eyssartier 2006 \| \| \| Arrhenia trigonospora \| (Lamoure 1975) Redhead, Lutzoni, Moncalvo & Vilgalys 2002 \| \| Schatten-Adermoosling \| Arrhenia umbratilis \| (Fries 1821 : Fries 1821) Redhead, Lutzoni, Moncalvo & Vilgalys 2002 \| \| Samtfuß-Adermoosling \| Arrhenia velutipes \| (P.D. Orton 1960) Redhead, Lutzoni, Moncalvo & Vilgalys 2002 \| \| Grünbuckeliger Adermoosling \| Arrhenia viridimammata \| (Pilát 1954) Redhead, Lutzoni, Moncalvo & Vilgalys 2002 \| |                                         |                                                                            |
| Deutscher Name | Wissenschaftlicher Name                 | Autorenzitat                                                               |
| Grauer Adermoosling | Arrhenia acerosa                        | (Fries 1821 : Fries 1821) Kühner 1980                                      |
| | Arrhenia acerosa var. tenella           | (Kühner 1954) Aronsen 1992                                                 |
| Düsterer Adermoosling | Arrhenia auriscalpium                   | (Fries 1828 : Fries 1828) Fries 1849                                       |
| Kleinsporiger Adermoosling | Arrhenia baeospora                      | (Singer 1977) Redhead, Lutzoni, Moncalvo & Vilgalys 2002                   |
| Blaugrüner Adermoosling | Arrhenia chlorocyanea                   | (Patouillard 1885) Redhead, Lutzoni, Moncalvo & Vilgalys 2002              |
| | Arrhenia eburnea                        | Barrasa & V.J. Rico                                                        |
| Holz-Adermoosling | Arrhenia epichysium                     | (Persoon 1794 : Fries 1821) Redhead, Lutzoni, Moncalvo & Vilgalys 2002     |
| Schuppiger Torfmoos-Adermoosling | Arrhenia gerardiana                     | (Peck 1873) Elborne 2008                                                   |
| Filziger Adermoosling | Arrhenia griseopallida                  | (Desmazières 1826 : Fries 1832) Watling 1989 ('1988')                      |
| Gelappter Adermoosling | Arrhenia lobata                         | (Persoon 1801 : Fries 1821) Kühner & Lamoure 1972 ex Redhead 1984          |
| | Arrhenia lundellii                      | (Pilát 1954) Redhead, Lutzoni, Moncalvo & Vilgalys 2002                    |
| Blassgelber Adermoosling | Arrhenia luteopallida                   | (Kuyper & Hausknecht 1997) Barrasa & V.J. Rico 2003                        |
| Graziler Adermoosling | Arrhenia obatra                         | (J. Favre 1955) Redhead, Lutzoni, Moncalvo & Vilgalys 2002                 |
| Sepiabrauner Adermoosling | Arrhenia obscurata                      | (D.A. Reid 1958) Redhead, Lutzoni, Moncalvo & Vilgalys 2002                |
| Rußiger Sumpf-Adermoosling | Arrhenia oniscus beschrieben als onisca | (Fries 1818 : Fries 1821) Redhead, Lutzoni, Moncalvo & Vilgalys 2002       |
| | Arrhenia parvivelutina                  | (Clémençon & Irlet 1982) Redhead, Lutzoni, Moncalvo & Vilgalys 2002        |
| | Arrhenia pauxilla                       | (Clémençon 1982) Redhead, Lutzoni, Moncalvo & Vilgalys 2002                |
| Schildflechten-Adermoosling | Arrhenia peltigerina                    | (Peck 1878) Redhead, Lutzoni, Moncalvo & Vilgalys 2002                     |
| Heller Sumpf-Adermoosling | Arrhenia philonotis                     | (Lasch 1828) Redhead, Lutzoni, Moncalvo & Vilgalys 2002                    |
| Mehrköpfiger Adermoosling | Arrhenia polycephala                    | (Bresadola 1884) Gminder in Krieglsteiner 2001                             |
| Blasser Adermoosling | Arrhenia retiruga                       | (Bulliard 1791 : Fries 1821) Redhead 1984                                  |
| Rickens Adermoosling | Arrhenia rickenii                       | (Singer 1951 ex Hora 1960) Watling 1989 ('1988')                           |
| | Arrhenia rigidipes                      | (Lamoure 1982) Redhead, Lutzoni, Moncalvo & Vilgalys 2002                  |
| Rosa Adermoosling | Arrhenia roseola                        | (Quélet 1880) Senn-Irlet 1986                                              |
| Feld-Adermoosling | Arrhenia rustica                        | (Fries 1838) Redhead, Lutzoni, Moncalvo & Vilgalys 2002                    |
| Salzmarschen-Adermoosling | Arrhenia salina                         | (Høiland 1982) Bon & Courtecuisse 1987                                     |
| Gezonter Adermoosling | Arrhenia spathulata                     | (Fries 1828 : Fries 1828) Redhead 1984                                     |
| | Arrhenia sphaerospora                   | (Lamoure 1975) Redhead, Lutzoni, Moncalvo & Vilgalys 2002                  |
| | Arrhenia stercoraria                    | (Barrasa et al. 1998) Redhead, Lutzoni, Moncalvo & Vilgalys 2002           |
| | Arrhenia subglobispora                  | (G. Moreno, Heykoop & E. Horak) Redhead, Lutzoni, Moncalvo & Vilgalys 2002 |
| Steifstieliger Adermoosling | Arrhenia subrigidipes                   | A. Delannoy & Eyssartier 2006                                              |
| | Arrhenia trigonospora                   | (Lamoure 1975) Redhead, Lutzoni, Moncalvo & Vilgalys 2002                  |
| Schatten-Adermoosling | Arrhenia umbratilis                     | (Fries 1821 : Fries 1821) Redhead, Lutzoni, Moncalvo & Vilgalys 2002       |
| Samtfuß-Adermoosling | Arrhenia velutipes                      | (P.D. Orton 1960) Redhead, Lutzoni, Moncalvo & Vilgalys 2002               |
| Grünbuckeliger Adermoosling | Arrhenia viridimammata                  | (Pilát 1954) Redhead, Lutzoni, Moncalvo & Vilgalys 2002                    |

- Grauer Adermoosling
Arrhenia acerosa
- Blaugrüner Adermoosling
Arrhenia chlorocyanea
- Holz-Adermoosling
Arrhenia epichysium
- Filzstieliger Sumpf-Adermoosling
Arrhenia fusconigra
- Gelappter Adermoosling
Arrhenia lobata
- Sepiabrauner Adermoosling
Arrhenia obscurata
- Blasser Adermoosling
Arrhenia retiruga

## Namensherkunft
Der deutsche Vernakularname „Adermoosling“ bezieht sich auf die oftmals nur aderig ausgeprägten Lamellen der Fruchtkörper und die Vergesellschaftung der Pilzarten mit Moosen. Der wissenschaftliche Name „Arrhenia“ ehrt den schwedischen Mykologen Johan Arrhenius.